# Боярчук Олександр Олексійович
Олександр Олексійович Боярчук (21 червня 1931 — 10 серпня 2015) — радянський і російський астроном, академік АН СРСР (1987), президент Міжнародного Астрономічного Союзу (1991—1993). Один із творців моделі симбіотичних зір як подвійних систем (1969).
Народився в в Грозному, закінчив Ленінградський університет. Більшу частину кар'єри працював у Кримській астрофізичній обсерваторії (1953—1987), в тому числі на посаді заступника директора з наукової роботи. Наприкінці кар'єри переїхав до Москви, де керував Астрорадою АН СРСР (1987—1991) та Інститутом астрономії Російської академії наук (1991—2003).

## Біографія
Народився 21 червня 1931 року в Грозному. 1949 року закінчив середню школу № 9 у Грозному. У 1953 закінчив Ленінградський університет.
У 1953—1956 навчався в аспірантурі Кримської астрофізичної обсерваторії АН СРСР під керівництвом Евальда Мустеля, а з 1956 до 1987 року там же працював. 1958 року захистив кандидатську дисертацію «Спектроскопічні дослідження Ве-зір». 1968 року захистив докторську дисертацію «Дослідження симбіотичних зір». Від 1969 до 1987 працював заступником директора Кримської астрофізичної обсерваторії з наукової роботи. 1976 року його обрали членом-кореспондентом Академії наук СРСР, а 1987 року — академіком.
У 1987—1991 роках керував Астрорадою АН СРСР, а в 1991—2003 був директором Інституту астрономії Російської академії наук (ІНАСАН). Також працював завідувачем кафедри експериментальної астрономії філіалу фізичного факультету Московського державного університету в Чорноголовці. У 1991—1994 роках був президентом Міжнародного Астрономічного Союзу. Був керівником Ради з позаатмосферної (космічної) астрономії СРСР, а в 1996—2002 роках керував Відділенням загальної фізики й астрономії Російської академії наук. Багато років працював головним редактором «Астрономічного журналу».
Помер у Москві 10 серпня 2015 року.

## Наукові результати
Наукові роботи Боярчука присвячені фізиці зір. Зокрема, у 1969 він розробив модель симбіотічних зір, описавши їх як подвійні системи, в яких одна зоря є холодним гігантом, а друга гарячим карликом, на який перетікає речовина з гіганта.
Він визначив поширеність хімічних елементів в атмосферах багатьох зір різних спектральних класів, використовуючи як наземні, так і космічні спостереження. Досліджував рухи речовини в зоряних атмосферах та обертання зір різних типів. Спільно з Іваном Копиловим уклав зведений каталог швидкостей обертання 2362 зір.
Багато робіт Боярчука присвячено нестаціонарним зорям. Він досліджував зорі ранніх спектральних класів з емісійними лініями типу Be та динаміку руху речовини в їхніх оболонках. В атмосфері β Ліри він виявив надлишок гелію. Багато досліджував нові зорі, спільно з Евальдом Мустелем запропонував модель оболонки нової. Знайшов надлишок вуглецю, азоту та кисню в оболонках нових зір.
На початку 1970-х років керував радянською експедицією в Чилі,  а в 1973–1989 роках — радянським космічним експериментом «Астрон».

## Відзнаки
- Іноземний член НАНУ (2000)[2]
- На честь науковця названий астероїд 2563 Боярчук[6]
- Має державні нагороди СРСР[2]